# Tetto al prezzo
Porre un tetto al prezzo o un price cap è una forma di regolamentazione dei monopoli naturali. Progettata negli anni ottanta da Stephen Littlechild, economista del Tesoro britannico, è stata applicata a tutte le utility di rete privatizzate del Regno Unito. La policy è in contrasto sia con la regolamentazione del tasso di rendimento, con la quale le utility sono autorizzate a un tasso di rendimento fisso sul capitale, sia con la regolamentazione del tetto delle entrate, in cui la variabile regolata è rappresentata dalle entrate totali.

## Descrizione
La regolamentazione del tetto al prezzo regola i prezzi dell'operatore in base all'indice del price cap che riflette il tasso complessivo di inflazione nell'economia, la capacità dell'operatore di ottenere efficienze rispetto all'impresa media nell'economia e l'inflazione nei prezzi di input dell'operatore relativi all'impresa media nell'economia. La regolamentazione del tetto delle entrate tenta di fare la stessa cosa, ma per le entrate, piuttosto che per i prezzi.
La regolamentazione del tetto al prezzo viene talvolta chiamata "CPI - X", (nel Regno Unito "RPI-X") dopo la formula di base utilizzata per fissare i price cap. Questo prende il tasso di inflazione, misurato dall'Indice dei prezzi al consumo (UK Retail Prices Index, RPI) e sottrae i risparmi di efficienza previsti X. Nel settore idrico, la formula è "RPI - X + K", dove K si basa sul capitale requisiti di investimento. Il sistema ha lo scopo di fornire incentivi per il risparmio in termini di efficienza, in quanto qualsiasi risparmio al di sopra del tasso previsto X può essere trasferito agli azionisti, almeno fino alla successiva revisione dei limiti di prezzo (di solito ogni cinque anni). Una parte fondamentale del sistema è che il tasso X si basa non solo sulla performance passata di un'azienda, ma sulla performance di altre aziende del settore: X è inteso come proxy per un mercato competitivo, in settori che sono monopoli naturali.
Ora si consideri come un operatore di servizi pubblici potrebbe essere diverso dall'impresa media nell'economia. In primo luogo, supponiamo che l'operatore sia come l'impresa media, tranne per il fatto che i prezzi di input dell'operatore variano a un tasso diverso dal tasso di variazione per l'impresa media. Se i prezzi di input dell'operatore aumentano più rapidamente del (al contrario, più lentamente del) tasso di inflazione, i prezzi al dettaglio (e i ricavi) dell'operatore dovranno aumentare più rapidamente del (al contrario, più lentamente del) tasso di inflazione affinché l'operatore sia in grado di avere guadagni almeno pari al costo del capitale dell'operatore. Ora supponiamo che l'operatore sia proprio come un'azienda media, tranne per quanto riguarda la capacità dell'operatore di migliorare l'efficienza. Se l'operatore aumenta la sua produttività più rapidamente di (al contrario, più lentamente) dell'impresa media, i prezzi al dettaglio (entrate) dell'operatore dovranno diminuire (al contrario, aumentare) in relazione al tasso di inflazione.
Combinando queste due possibili differenze tra l'operatore e l'impresa media nell'economia, i prezzi al dettaglio (entrate) dell'operatore dovrebbero cambiare al tasso di inflazione, meno (al contrario, più) la misura in cui i suoi prezzi di input si gonfiano meno di (al contrario, maggiore di) il tasso di inflazione e meno (al contrario, più) la misura in cui si prevede che la produttività dell'operatore migliorerà a un tasso superiore a (al contrario, inferiore) all'impresa media nell'economia.
L'analisi sopra identifica due cose. In primo luogo, il tasso di inflazione, I, utilizzato nell'indice del price cap rappresenta il tasso generale di inflazione per l'economia. In secondo luogo, il fattore X è inteso a cogliere la differenza tra l'operatore e l'impresa media nell'economia rispetto all'inflazione nei prezzi dei fattori di produzione e ai cambiamenti nella produttività. Vale a dire, la scelta dell'indice di inflazione e del fattore X vanno di pari passo. Alcuni regolatori scelgono una misura generale dell'inflazione, come un indice nazionale dei prezzi dei prodotti lordi. In questo caso, il fattore X riflette la differenza tra l'operatore e l'impresa media nell'economia rispetto alla capacità dell'operatore di migliorare la sua produttività e l'effetto dell'inflazione sui costi di input dell'operatore. Altri regolatori scelgono un indice dei prezzi al dettaglio (o alla produzione). In questi casi, il fattore X rappresenta la differenza tra l'operatore e l'impresa media al dettaglio (o all'ingrosso). Infine, alcuni regolatori costruiscono indici di prezzo degli input degli operatori. In questi casi, il fattore X riflette i cambiamenti di produttività dell'operatore.
Nella maggior parte dei settori del Regno Unito, la stima dell'efficienza di un'impresa viene effettuata confrontando i monopoli regionali e utilizzando un metodo di produttività totale dei fattori. Tuttavia, per le telecomunicazioni, Ofcom si basa invece su confronti internazionali.
In pratica, la distinzione tra regolamentazione del price cap e del rateo di rendimento potrebbe andare persa, poiché i regolatori potrebbero finire per prendere decisioni implicite sui tassi di rendimento reali accettabili sul capitale impiegato al fine di giungere a determinazioni del limite di prezzo. Questa è stata l'esperienza nel settore idrico del Regno Unito, in cui la revisione periodica del 1999 ha portato Ofwat a determinare un costo standard (reale al lordo delle imposte) del 4,75%, con piccoli aggiustamenti per le società più piccole. Questo tasso standard è stato quindi utilizzato per aiutare a calcolare X. Inoltre, aspetti dettagliati degli elementi di prezzo incorporati nell'indice dei prezzi possono essere più importanti per l'effettivo funzionamento di un regime regolatorio del limite di prezzo rispetto al fattore X o all'aggiustamento dell'inflazione. Il modo in cui gli elementi tariffari vengono incorporati e rimossi dai limiti di prezzo è particolarmente importante nelle industrie con offerte di servizi in rapida evoluzione.

### Diffusione fuori dal Regno Unito
La regolamentazione del price cap non è più una forma unicamente britannica di regolamentazione. Soprattutto nel settore delle Telecomunicazioni, molti paesi asiatici stanno implementando una qualche forma di limite di prezzo per i loro nuovi operatori privatizzati. Inoltre, molti portatori di valuta locale negli Stati Uniti sono ora regolati dalla capitalizzazione del prezzo piuttosto che dalla regolamentazione del tasso di rendimento: nel 2003, delle 73 società che riferivano al database ARMIS, 22 erano regolate in base a un limite di prezzo RPI-X (e altri 35 erano soggetti ad altri controlli sui prezzi al dettaglio). In Australia, la forma preferita di regolamentazione dei prezzi per i servizi di pubblica utilità è il regime CPI-X.

### In Italia
In Italia questo metodo è stato adottato nel novembre 1999 dalle Ferrovie dello Stato Italiane con Delibera CIPE 173/99 per le tratte a media e lunga percorrenza.

### Nel diritto comunitario
L'adozione del metodo è incentivata dalla previsione del Trattato Ce, art. 86, relativa all'abuso di posizione dominante, che consiste anche «nell'applicare nei rapporti commerciali con gli altri contraenti condizioni dissimili per prestazioni equivalenti, determinando così per questi ultimi uno svantaggio per la concorrenza». Il price-cap evidenzia ai clienti la struttura dei costi di settore, documentando una parità di trattamento per prestazioni equivalenti, in conformità al diritto comunitario.